# Ligue des champions de cyclisme sur piste
La Ligue des champions de cyclisme sur piste (UCI Track Champions League en anglais) est une compétition internationale de cyclisme sur piste organisée par Discovery et l'UCI de 2021 à 2024, et diffusée sur Eurosport.

## Description
Créée en 2021, elle se déroule en novembre et décembre sur plusieurs jours au sein de différents vélodromes. 
La Ligue des champions de cyclisme sur piste constitue avec les championnats du monde et la Coupe des nations l'un des principaux événements du cyclisme sur piste. 
Chaque réunion a lieu dans une ville avec un format condensé sur une durée totale de 2 heures. Quatre disciplines sont au programme, toutes individuelles, tant pour les hommes que pour les femmes : la vitesse, le keirin, le scratch et la course à l'élimination.
Pour chaque sexe, 18 spécialistes de la vitesse (sprinteurs) et 18 spécialistes des courses en peloton (endurance) forment un total de 72 participants. Un classement général est calculé pour les 4 catégories avec des primes identiques. Selon leur résultat, les participants reçoivent des points UCI équivalents aux championnats du monde sur piste. Les cyclistes courent avec des maillots inspirés de leurs drapeaux nationaux respectifs, à l'exception des champions du monde en titre, qui portent le maillot arc-en-ciel. 
La conception de la compétition doit être adaptée à la télévision et repose sur un accord contractuel entre l'UCI et la société de médias Discovery. La gestion, la production TV et la distribution sont assurées par les filiales de Discovery Global Cycling Network (GCN) et le diffuseur Eurosport. La durée initiale du contrat est de huit ans.
En plus des points UCI, 500 000 euros de gains sont attribués, dont 25 000 euros pour les 4 vainqueurs de chaque édition.
La compétition s'arrête à l'issue de l'édition 2024.

## Mode de qualification et format

### Sprint
Pour participer à cette Ligue des champions, les sprinteurs doivent avoir terminé parmi les six premiers du keirin et de la vitesse des mondiaux précédents. Le peloton est complété en fonction des résultats obtenus aux Jeux olympiques, du classement UCI et des invitations. 
Le format du tournoi de vitesse se déroule sur trois tours sous le format de matchs à trois abandonnés depuis plusieurs années. Tous les matchs sont courus en manche sèche. Au premier tour, six séries de trois coureurs s'affrontent. Les vainqueurs se qualifient pour les deux demi-finales, d'où se qualifient les deux finalistes.
Pour le keirin, trois séries de six coureurs s'affrontent au premier tour. Les 2 premiers se qualifient pour la finale.

### Endurance
Pour les spécialistes de l'endurance, les trois médaillés des derniers mondiaux de la course à l'élimination, de l'omnium, du scratch et de la course aux points sont automatiquement invités. Le peloton est complété en fonction des résultats obtenus aux Jeux olympiques, du classement UCI et des invitations. Les participants disputent une course scratch sur 5 kilomètres et une course à l'élimination.

## Palmarès

### Hommes

#### Sprint
| Années | Vainqueur          | Deuxième           | Troisième        |
| ------ | ------------------ | ------------------ | ---------------- |
| 2021   | Harrie Lavreysen   | Stefan Bötticher   | Mikhail Iakovlev |
| 2022   | Matthew Richardson | Harrie Lavreysen   | Stefan Bötticher |
| 2023   | Harrie Lavreysen   | Matthew Richardson | Mateusz Rudyk    |
| 2024   | Harrie Lavreysen   | Matthew Richardson | Cristian Ortega  |

#### Endurance
| Années | Vainqueur     | Deuxième              | Troisième         |
| ------ | ------------- | --------------------- | ----------------- |
| 2021   | Gavin Hoover  | Sebastián Mora        | Corbin Strong     |
| 2022   | Claudio Imhof | Sebastián Mora        | Mark Stewart      |
| 2023   | Dylan Bibic   | William Tidball       | Jules Hesters     |
| 2024   | Dylan Bibic   | Tobias Aagaard Hansen | Lindsay de Vylder |

### Femmes

#### Sprint
| Années | Vainqueur       | Deuxième                 | Troisième           |
| ------ | --------------- | ------------------------ | ------------------- |
| 2021   | Emma Hinze      | Lea Sophie Friedrich     | Kelsey Mitchell     |
| 2022   | Mathilde Gros   | Kelsey Mitchell          | Shanne Braspennincx |
| 2023   | Ellesse Andrews | Alessa-Catriona Pröpster | Martha Bayona       |
| 2024   | Alina Lysenko   | Emma Finucane            | Martha Bayona       |

#### Endurance
| Années | Vainqueur        | Deuxième        | Troisième           |
| ------ | ---------------- | --------------- | ------------------- |
| 2021   | Katie Archibald  | Kirsten Wild    | Annette Edmondson   |
| 2022   | Jennifer Valente | Katie Archibald | Maggie Coles-Lyster |
| 2023   | Katie Archibald  | Anita Stenberg  | Lily Williams       |
| 2024   | Katie Archibald  | Anita Stenberg  | Lara Gillespie      |